# 半線桂脂鯉
半線桂脂鯉，為輻鰭魚綱脂鯉目脂鯉亞目脂鯉科的其中一個種，為熱帶淡水魚，分布於南美洲埃塞奎博河及Muiá湖流域，體長可達3.3公分，棲息在底中層水域，生活習性不明。